# Dennis Coi
Dennis Coi (* um 1960; † September 1987) war ein kanadischer Eiskunstläufer, der im Einzellauf startete.
Im Jahr 1978 wurde Coi im französischen Megève Juniorenweltmeister. Dabei besiegte er unter anderem Brian Boitano und Brian Orser.
Dennis Coi starb im September 1987 27-jährig an AIDS.

## Ergebnisse
| Wettbewerb / Jahr           | 1978 | 1979 | 1980 | 1981 | 1982 |
| --------------------------- | ---- | ---- | ---- | ---- | ---- |
| Juniorenweltmeisterschaften | 1.   |      |      |      |      |
| Kanadische Meisterschaften  | 1. J |      |      |      | 3.   |

- J = Junioren